# Cortejo sexual

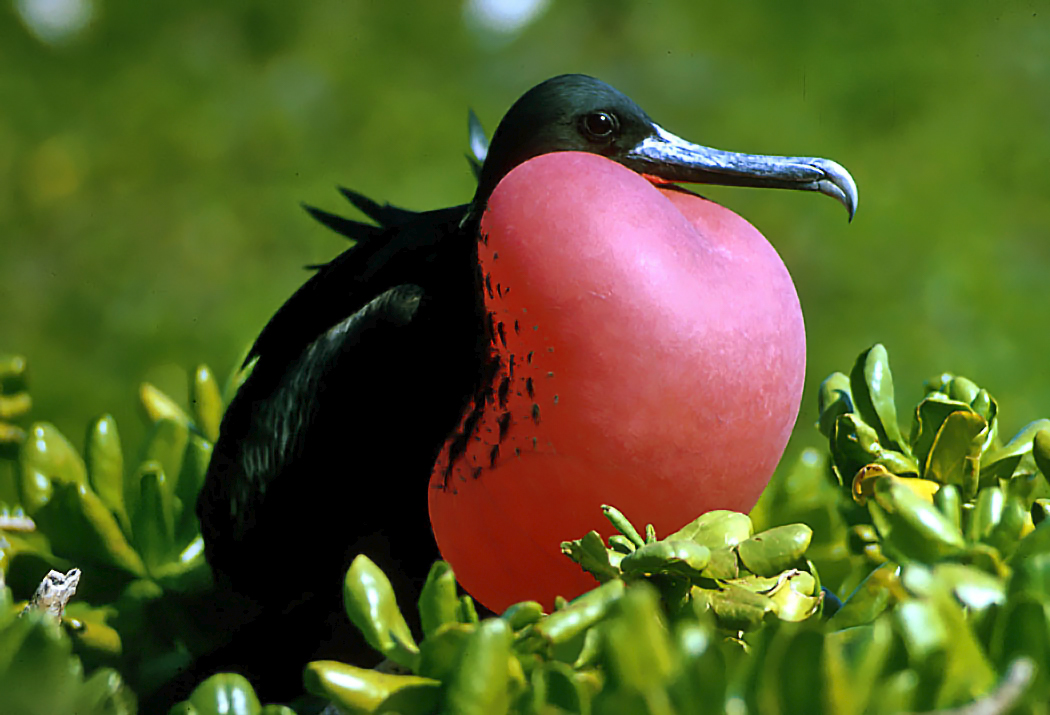
Fragata-comum com o característico papo inchado, demonstrando parte de seu cortejo.

Em biologia, se denomina cortejo sexual ou cortejo nupcial o comportamento de alguns animais quando, normalmente o macho se aproxima da fêmea em busca do acasalamento. Em muitos casos, terá o benefício do cortejo, o macho que vencer a disputa com os outros machos que têm em vista a mesma fêmea.  
Muitas espécies adquirem nesse período, um comportamento ritualizado, como dança do acasalamento, exibição de características físicas, a produção de sons e cantos especiais, e o cortejo propriamente dito. Este tipo de comportamentos se observa com mais frequências nas aves.
O cortejo sexual, atual também como um seletor do indivíduo mais apto para o acasalamento, além de aumentar a motivação sexual e reprodutiva dos indivíduos. Paralelamente, diminui a agressividade entre os membros de um mesmo grupo, devida o fato de que é ali que um indivíduo se prontifica para atuar em manadas durante esse período sendo fortemente territoriais, ou os tornados solitários para o resto do período.
Em alguns animais, o cortejo é realizado como comportamento de ataque, com ruídos e sons característicos entre macho e fêmeas.